# Felonica
Felonica est une commune italienne d'environ 1 500 habitants située dans la province de Mantoue, dans la région Lombardie, dans le Nord de l'Italie.

## Monuments et patrimoine
* Le domaine abbaye de la Félonica appartient en 1818 à la baronne d'André, née Mignard, originaire d'Aix-en-Provence, en France. L'ensemble est vendu 156 000 francs en 1843.

## Administration
| Période                                  | Période | Identité | Étiquette | Qualité |
| ---------------------------------------- | ------- | -------- | --------- | ------- |
|                                          |         |          |           |         |
| Les données manquantes sont à compléter. |         |          |           |         |

### Hameaux
Quatrelle

### Communes limitrophes
Bondeno, Calto, Castelmassa, Ficarolo, Salara, Sermide